# La squadra del cuore (serie televisiva)
La squadra del cuore (Hang Time) è una serie televisiva statunitense in 104 episodi trasmessi per la prima volta nel corso di 6 stagioni dal 1995 al 2000.

## Trama
La sitcom è ambientata per lo più in una scuola dello stato statunitense dell'Indiana e incentrata sulla squadra di basket del complesso, i Deering Tornadoes, in cui uno dei giocatori è una ragazza.

## Episodi
| Stagione         | Episodi | Prima TV USA | Prima TV Italia |
| ---------------- | ------- | ------------ | --------------- |
| Prima stagione   | 13      | 1995         |                 |
| Seconda stagione | 13      | 1996         |                 |
| Terza stagione   | 26      | 1997         |                 |
| Quarta stagione  | 26      | 1998         |                 |
| Quinta stagione  | 14      | 1999-2000    |                 |
| Sesta stagione   | 12      | 2000         |                 |

## Personaggi e interpreti
- Julie Connor (104 episodi, 1995-2000), interpretata da	Daniella Deutscher.
- Mary-Beth Pepperton (104 episodi, 1995-2000), interpretata da	Megan Parlen. Vinse uno Young Star Award nel 1997 per la sua interpretazione.[1]
- Kristy Ford (78 episodi, 1997-2000), interpretata da	Amber Barretto.
- Michael Manning (78 episodi, 1997-2000), interpretato da	Adam Frost.
- Danny Mellon (52 episodi, 1995-1998), interpretato da	Chad Gabriel.
- Coach Bill Fuller (52 episodi, 1995-1998), interpretato da	Reggie Theus.
- Coach Mike Katowinski (52 episodi, 1998-2000), interpretato da	Dick Butkus.
- Kenny 'Silk' Hayes (52 episodi, 1998-2000), interpretato da	Danso Gordon.
- Antonio Lopez (52 episodi, 1998-2000), interpretato da	Jay Hernandez.
- Teddy Broadis (39 episodi, 1996-1998), interpretato da	Anthony Anderson.
- Vince D'Amata (39 episodi, 1996-1998), interpretato da	Michael Sullivan.
- Nick Hammer (28 episodi, 1998-2000), interpretato da	Mark Famiglietti.
- Rico Bosco (26 episodi, 1998), interpretato da	James Villani.
- Eugene Brown (26 episodi, 1999-2000), interpretato da	Phillip Glasser.
- Chris Atwater (13 episodi, 1995-1996), interpretato da	David Hanson.
- Samantha Morgan (13 episodi, 1995-1996), interpretata da	Hillary Tuck.
- Michael Maxwell (13 episodi, 1995-1996), interpretato da	Christian Benz Belnavis.
- Earl Hatfield (13 episodi, 1995-1996), interpretato da	Robert Michael Ryan.
- Josh Sanders (13 episodi, 1996-1997), interpretato da	Kevin Bell.
- Amy Wright (13 episodi, 1996-1997), interpretata da	Paige Peterson.
- Chloe March (4 episodi, 2000), interpretata da	Dayna Price.
- Sheila (3 episodi, 1999-2000), interpretata da	Deborah Shelton.

## Produzione
La serie, ideata da Mark Fink, Troy Searer e Robert Tarlow, fu prodotta da NBC Productions e Peter Engel Productions e girata negli studios della Columbia/Sunset Gower a Hollywood e nella John Marshall High School a Los Angeles in California. Le musiche furono composte da Mark Heyes.
Tra i registi della serie sono accreditati Howard Murray e Miguel Higuera.
Solo due membri del cast (Daniella Deutscher e Megan Parlen) sono rimasti a interpretare i loro personaggi per tutte le stagioni della serie. Alcuni giocatori della NBA sono apparsi come guest star in vari episodi, tra cui Damon Stoudamire, Gary Payton, Kobe Bryant e Shareef Abdur-Rahim.

## Distribuzione
La serie fu trasmessa negli Stati Uniti dal 1995 al 2000 sulla rete televisiva NBC. In Italia è stata trasmessa su Italia 1 e poi in replica su Italia Teen Television dal 1º ottobre 2003 con il titolo La squadra del cuore.
Alcune delle uscite internazionali sono state:
- negli Stati Uniti il 9 settembre 1995 (Hang Time)
- in Romania il 15 febbraio 1999
- in Francia il 20 luglio 1999  (La fille de l'équipe)
- in Estonia (Lahtihüpe)
- in Spagna (Un equipo con clase)
- in Italia (La squadra del cuore)